# Randal MacDonnell, I Marqués de Antrim
Randal MacDonnell, 1. marqués de Antrim (1609  –    3 de febrero de 1683) fue un magnate terrateniente católico en Escocia e Irlanda, hijo del primer conde de Antrim . También fue jefe del Clan MacDonnell de Antrim. Es conocido sobre todo por su participación, principalmente en el lado realista, en las Guerras de los Tres Reinos . 

## Nacimiento y orígenes
Randal nació en 1609, probablemente en el castillo de Dunluce, la residencia habitual de sus padres. Era uno de los ocho hijos, y el hijo mayor, de Randal MacDonnell y su esposa, Alice O'Neill . 
Su padre pertenecía a los MacDonnell de Antrim, la rama irlandesa del Clan Donald. Había sido creado Conde de Antrim en 1620 por Jacobo I de Inglaterra. El condado de Antrim es parte de la provincia de Úlster y ocupa la esquina nororiental de Irlanda, separada de Escocia por el Canal del norte. A través de su padre Randal descendía de los señores escoceses de Somerled del siglo XII y, posteriormente, de Alexander MacDonald V de Dunnyveg, un magnate escoto-irlandés, expulsado de Escocia por Jacobo IV y que se había establecido en Úlster donde su familia estaba bien asentada y era poderosa a través de una serie de matrimonios. Su antiguo territorio escocés fue ocupado por sus rivales del Clan Campbell, pese a que algunos MacDonald continuaron habitando en la zona y acatando las instrucciones de los MacDonnell. Recuperar sus territorios escoceses constituiría uno de los grandes objetivos de Antrim.
La madre de Randal fue descrita como "de buen aspecto alegre, pecosa, no alta sino fuerte, bien dispuesta y familiarizada con la lengua inglesa". Nació en 1582 o 1583 y era hija de Hugh O'Neill, conde de Tyrone y su segunda esposa, Siobhan (es decir, Johanna) O'Donnell. Era, por lo tanto, miembro de la dinastía O'Neill, una antigua familia gaélica, cuyos líderes fueron una vez reyes y habían gobernado todo Úlster. Su padre había liderado la Rebelión de Tyrone, huyendo de Irlanda en la Fuga de los Condes en 1607, y el Parlamento irlandés lo había proscrito perdiendo su título y sus tierras.
Los padres de Randal eran católicos. Se casaron en 1604 antes de la Fuga de los Condes.
Durante varias generaciones, los MacDonnells fueron la fuerza dominante en Antrim. Después de demostrar su lealtad a la corona, fueron recompensados por Jacobo I, que otorgó al padre de Randal el título de conde en 1620. A diferencia de la mayoría de la élite católica del Úlster, los MacDonnells se beneficiaron financieramente de la Plantación de Úlster, que propició el asentamiento escocés e inglés a gran escala de Irlanda del Norte. A pesar de esto, y de sus buenas relaciones con sus vecinos y arrendatarios protestantes, los MacDonnell se mantuvieron firmes católicos.

## Primeros años

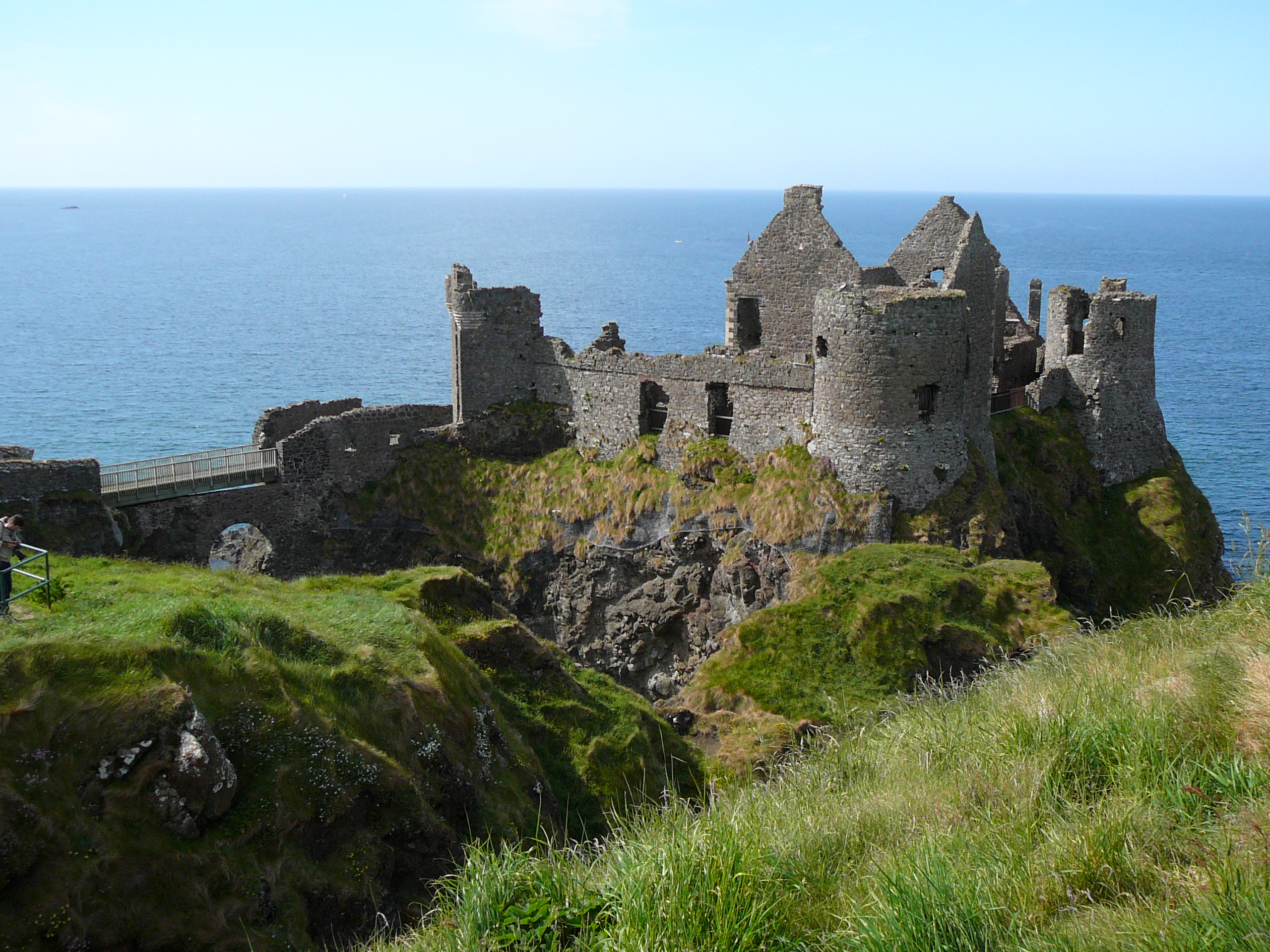
Los restos del castillo de Dunluce en el condado de Antrim, la residencia principal del marqués durante gran parte de su vida.

Randal, como primogénito del conde, fue nombrado vizconde Dunluce, que era el título subsidiario de la familia dado como título de cortesía al heredero aparente del conde. Aunque la familia formaba parte de una cada vez más anglicanizada élite irlandesa, creció inmerso en la cultura gaélica, el idioma gaélico y se crio como católico acérrimo. A la edad de cuatro años se concertó su matrimonio arreglado para él con Lucy Hamilton, una hija de James Hamilton, primer conde de Abercorn, pero la boda nunca tuvo lugar.

### Francia e Inglaterra
En 1625 Dunluce viajó a Francia para completar su educación. Después de dos años allí fue a Londres, donde fue presentado en la corte de Carlos I. Fue descrito como "un hombre alto, de extremidades limpias y guapo con el pelo rojo". Dunluce pasó los siguientes diez años en Inglaterra, con visitas breves ocasionales a Irlanda. En 1635 comenzó una carrera como contratista militar al aceptar reclutar dos regimientos de tropas irlandesas para el servicio en el ejército francés, pero el rey vetó el plan.

## Primer matrimonio
Después de abandonar a su prometida Lucy Hamilton, Dunluce, se casó 1635 se casó con Katherine Manners, viuda de George Villiers, primer duque de Buckingham y primer ministro de Inglaterra bajo Jacobo I y Carlos I asesinato en 1628. La duquesa era una católica devota y rica. Estaba cerca de la reina Enriqueta María, y elevó aún más el estatus de Antrim en la corte. Se hizo amigo de los principales políticos británicos, incluidos el conde de Nithsdale, el duque de Lennox y el duque de Hamilton . 
Dunluce planeaba adquirir grandes cantidades de tierra en la plantación de Londonderry, pero fue paralizado por Thomas Wentworth, el Lord Diputado de Irlanda, quien desconfiaba de Dunluce y se convertiría en un importante oponente suyo. Antrim también realizó un fallido intento de recuperar algunas de sus tierras ancestrales en el oeste de Escocia comprándolas, pero tampoco lo logró. 
Dunluce estaba emocionalmente muy cerca de su esposa y se convirtió en padrastro de sus hijos, incluido George Villiers, segundo duque de Buckingham. La pareja vivió un estilo de vida espléndido, y Antrim acumuló grandes deudas en Inglaterra que le persiguieron durante el resto de su vida. 
En 1636, el padre de Dunluce murió y Randal le sucedió como segundo conde de Antrim. Heredó la mayoría de sus tierras, aunque algunas fueron a parar a manos de su hermano menor Alexander MacDonnell según disponía el testamento de su padre. En un esfuerzo por reducir los gastos, él y su esposa se mudaron a Irlanda en 1638. Antrim, como era conocido ahora, se instaló en la sede tradicional de su familia del castillo de Dunluce como uno de los hombres más ricos de Irlanda. Supervisaba casi 340,000 acres de tierra, que en su mayoría eran subarrendados para los arrendatarios . Junto con los tradicionales seguidores escoceses de la familia en las islas occidentales, los inquilinos de Antrim le proporcionaron una base de poder importante durante las guerras venideras. 

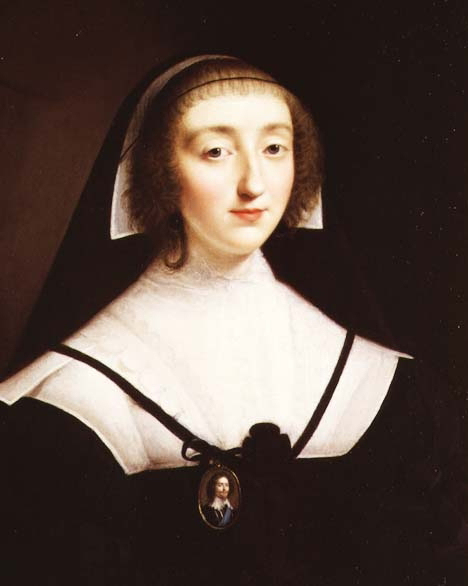
La primera esposa de Antim, Katherine Villiers, la viuda del favorito real George Villiers, primer duque de Buckingham.

## Crisis escocesa

### Plan Antrim
Debido a las conexiones de su familia, Antrim se interesó mucho en la política escocesa. En 1638, los intentos del Rey de introducir reformas religiosas dieron lugar a protestas, a la firma de un Pacto y, finalmente, a la resistencia armada de muchos habitantes protestantes. Antrim vio en la situación una oportunidad tanto para ayudar al Rey como para recuperar las tierras ancestrales de su familia en Escocia de su enemigo histórico, Archibald Campbell, marqués de Argyll que se había unido a los Covenanters. Propuso reclutar un ejército católico irlandés a partir de sus arrendatarios del Úlster y luego cruzar el mar hasta las islas occidentales, donde se reunirían con los MacDonalds escoceses, muchos de los cuales se habían negado a firmar el Pacto. 
La expedición propuesta por Antrim se realizaría conjuntamente con otros desembarcos y una invasión del principal ejército inglés de Carlos. La expedición desviaría a las tropas de Covenanter del ejército del Rey, mientras que, entretanto, Antrim podría recuperar Kintyre, una península al oeste de Escocia, para su familia. Antrim también vinculó el proyecto a los temores del gobierno irlandés de que los Covenanters puedan invadir el norte de Irlanda, donde contarían cono un fuerte apoyo entre los colonos presbiterianos. Sugirió que una invasión irlandesa de Escocia sería adelantarse a esta amenaza. No obstante, el gobierno de Dublín, encabezado por Thomas Wentworth, conde de Strafford era profundamente escéptico ante el plan y rechazó las peticiones de dinero, suministros y armas de Antrim. La negativa de Wentworth probablemente se debió a sus propios planes de lanzar una invasión sobre Dumbarton y su desconfianza hacia el conde. Finalmente, Wentworth recibió órdenes del rey de ayudar a Antrim por el Rey.
La creciente crisis volvió a enfrentar a MacDonald-Campbell. En respuesta, Argyll reunió sus propias tropas en Escocia y atacó a los MacDonalds que se estaban armando en previsión de la invasión de Antrim, obligando a muchos a exiliarse en Irlanda. La amenaza de invasión de los católicos irlandeses fortaleció el apoyo en Escocia a los Covenanters, y dañó aún más la reputación del Rey.

### Nuevo ejército irlandés

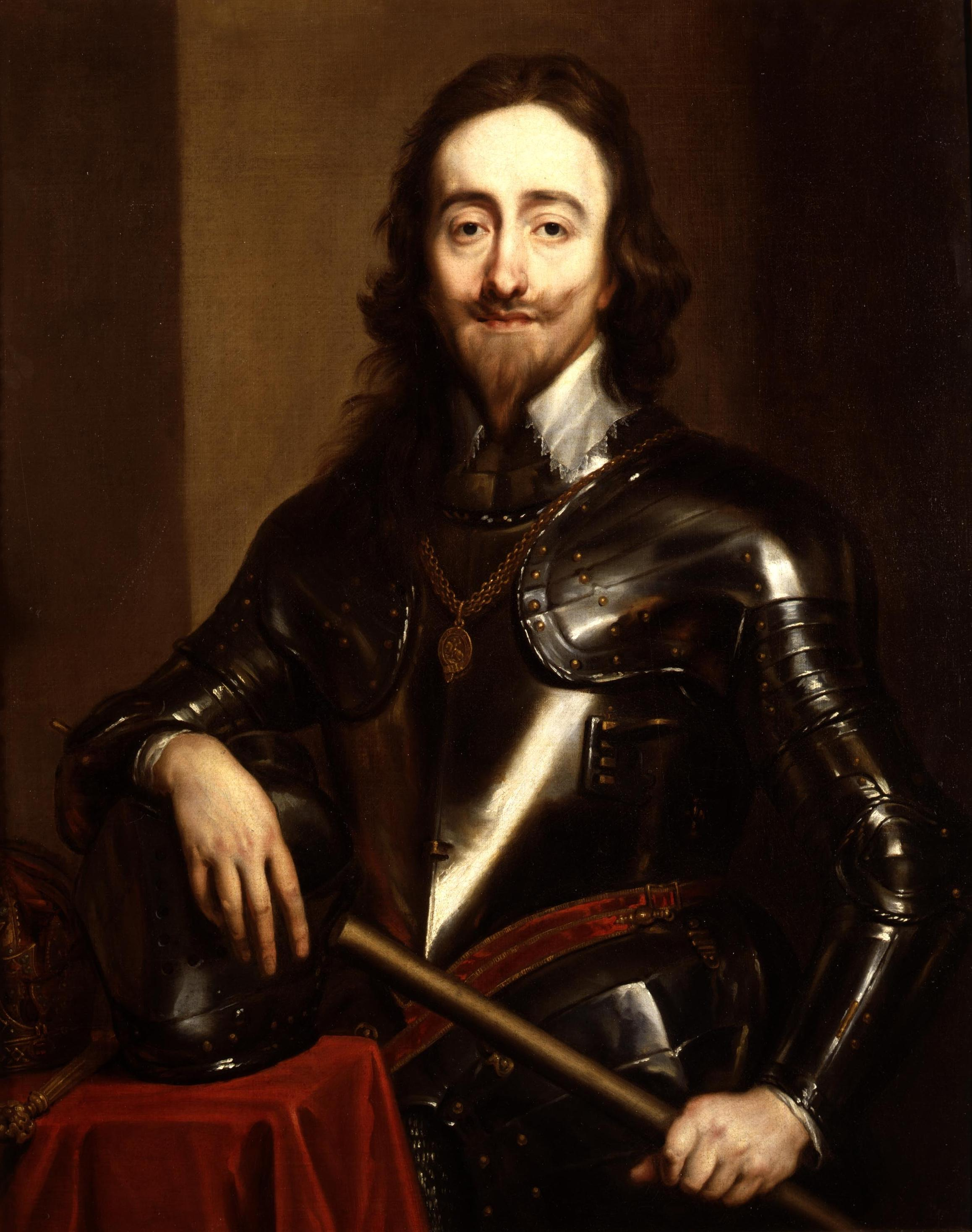
Carlos I A lo largo de la década de 1640, Antrim intentó reunir tropas irlandesas para ayudar a Carlos en las Guerras Civiles inglesas.

Con sede en Carrickfergus, Antrim comenzó a reclutar su ejército a partir de diciembre de 1638, aunque no sería hasta abril del año siguiente cuando recibió el encargo formal del rey para hacerlo. Antrim reclutó a su ejército entre las principales familias gaélicas del Úlster, pero Wentworth bloqueó un plan para importar oficiales irlandeses mercenarios con experiencia europea para ponerlos al mando. El ejército fue preparado al margen del ya existente ejército irlandés, con mayor composición protestante. Estaría formado por 5000 soldados y 200 jinetes.
El ensamblaje de las tropas llevó más tiempo de lo previsto, y cuando estuvo listo, la Primera Guerra de Escocia había terminado con el Tratado de Berwick (1639). Este Tratado no resolvió apenas nada y se pareció más a un alto el fuego que a un acuerdo definitivo. Se esperaba de manera general una segunda guerra, pero Antrim tuvo que posponer y luego abandonar su expedición. Sin embargo, las luchas esporádicas menudearon en el oeste de Escocia entre MacDonalds y Campbells. Antrim y Wentworth se culparon mutuamente por los retrasos con la expedición. 
En 1640, la situación escocesa volvió a estallar y el Ejército Covenanter invadió Inglaterra. La expedición planificada por Antrim fue revivida, pero esta vez el propio Wentworth supervisó el reclutamiento de un " Nuevo Ejército Irlandés " de 8,000 miembros que se reunió en Carrickfergus. Al igual que la fuerza anterior de Antrim, el ejército estaba formado principalmente por católicos irlandeses. Para entonces, los escoceses habían capturado Newcastle y pudieron acordar una paz favorable en el Tratado de Ripon antes de que el ejército irlandés cruzara a Escocia. Esto efectivamente dejó al nuevo gobierno de Covenanter intacto en Escocia, con Argyll como una de sus principales figuras. 
Antrim se estableció en Dublín durante 1640, asistiendo ocasionalmente a la Cámara de los Lores irlandesa y en general oponiéndose a las políticas de Wentworth. En noviembre de 1640, Wentworth fue llamado a Londres, donde fue acusado por el Parlamento y finalmente ejecutado. 
El futuro del nuevo ejército irlandés se convirtió en una fuente de controversia una vez terminada la crisis escocesa, ya que se alegó que Carlos I tenía la intención de enviarlo a Inglaterra para hacer cumplir su voluntad contra el Parlamento de Londres con el que estaba en disputa. El papel exacto de Antrim sigue siendo controvertido. Más tarde afirmó que recibió un mensaje del rey enviado por Thomas Bourke que lo animaba a detener la disolución del Nuevo Ejército Irlandés, ampliarlo hasta 20,000 hombre y equiparlo para las operaciones en Inglaterra. Antrim trabajó junto a otros partidarios irlandeses del Rey, como Ormonde y Castlehaven, y se mantuvo en contacto con Carlos. Otrasde las figuras con las que Antrim trabajó por aquel entonces, como Lord Enniskillen, pronto tomarían parte en la Rebelión irlandesa. A medida que la situación política del Rey en Inglaterra y Escocia parecía mejorar en 1641, la necesidad de intervención del ejército irlandés disminuyó. Sin embargo, Antrim trabajó para asegurar el apoyo al Rey en Irlanda, planeando que el Parlamento irlandés se declarara a favor del Rey contra el Parlamento inglés en caso de que estalle la lucha en Inglaterra.
El plan de Antrim de utilizar Irlanda para resolver los problemas ingleses del Rey fue destruido por el estallido de la Rebelión irlandesa en octubre de 1641.
El nuevo ejército irlandés no recibió sueldo tras la ejecución de Strafford y esperaba ser enviado al extranjero para el servicio exterior. 

## Herencia paterna
El padre de Randal, el primer conde de Antrim, murió el 10 de diciembre de 1636 en el castillo de Dunluce y fue enterrado en el  Convento Franciscano de Bonamargy. En su testamento dividió su patrimonio entre sus dos hijos. Randal, el mayor, heredó el título y la mayor parte de las tierras, que consistían en las baronías de Dunluce y Kilconway ., mientras que Alexander, su hermano, heredó la Baronía de Glenarm .

## Guerra de los Tres Reinos

### Rebelión irlandesa
Poco después regresó a Irlanda, e intentó crear una diversión para el rey en 1641, junto con Ormonde, contra el parlamento. Se unió a con Lord Slane y Sir Phelim O'Neill, luego líderes de la rebelión, pero al estallar la Rebelión irlandesa de 1641 en el otoño se separó de sus aliados y se retiró a su castillo en Dunluce (ahora en el Irlanda del Norte) Aunque Sir Phelim O'Neill anunció que tenía una comisión del Rey que autorizaba la rebelión, Antrim permaneció neutral. Ayudó a la guarnición protestante asediada durante el Asedio de Coleraine, persuadiendo a sus habitantes católicos para que abandonaran la campaña y enviando suministros de alimentos a los habitantes en apuros. 
Sin embargo, su conducta sospechosa y su catolicismo hicieron que el partido inglés lo considerara un enemigo. En mayo de 1642 fue capturado en el castillo de Dunluce por el general Covenanter escocés Robert Monro, y encarcelado en Carrickfergus . Tras lograr escapar, se unió a la reina en York; y posteriormente, tras lograr llegar a Irlanda para negociar el cese de las hostilidades entre los realistas ingleses y los rebeldes católicos irlandeses, fue capturado nuevamente con sus papeles en mayo de 1643 y confinado en Carrickfergus, de donde escapó una vez más y se dirigió a Kilkenny, la sede de la confederación católica . 
Regresó a Oxford en diciembre con un plan para incorporar a 10.000 irlandeses al servicio en Inglaterra y en 2000 para unirse a Montrose en Escocia, que a través de la influencia de la duquesa de Buckingham obtuvo el consentimiento del rey. El 26 de enero de 1644, Antrim fue creado marqués. Regresó a Kilkenny en febrero, tomó el juramento de asociación de la Confederación Irlandesa y fue nombrado miembro del consejo y teniente general de las fuerzas de la confederación católica. Sin embargo, la confederación, que no le brindó apoyo en sus proyectos, renunció a su comisión y, con la ayuda de Ormonde, envió a unos 1600 hombres bajo su pariente Alasdair MacColla en junio para la asistencia de Montrose en Escocia, lo que provocó una guerra civil escocesa . Antrim posteriormente regresó a Oxford y fue enviado por el rey en 1645 con cartas para la reina en Saint-Germain-en-Laye . 
Luego se dirigió a Flandes y equipó dos fragatas con tiendas militares, que trajo al Príncipe de Gales en Falmouth . Visitó Cork y luego, en julio de 1646, se unió a sus tropas en Escocia, con la esperanza de expulsar a Argyll de Kintyre; pero se vio obligado a retirarse por orden del rey, y al regresar a Irlanda se sumió en las intrigas entre las distintas facciones. 

### Era de Cromwell
En 1647, la confederación irlandesa lo designó junto a otros dos miembros para negociar un tratado con el Príncipe de Gales en Francia, y aunque se anticipó a sus compañeros comenzando una semana, no logró asegurar la posición de Lord Teniente, que fue confirmada a Ormonde. En ese momento, renunció a apoyar a la causa real y a los católicos; se opuso al tratado entre Ormonde y los confederados; apoyó el proyecto de unión entre O'Neill y el parlamento; y en 1649 entró en conversaciones con Cromwell, para quien realizó varios servicios durante su actuación en Irlanda, aunque ninguna autoridad parece respaldar la historia de Carte de que Antrim fue el autor de un falso acuerdo para la traicionar al ejército del rey por Lord Inchiquin ( Life of Ormonde, iii. 509; ver también Cal. Of State Papers, Irlanda, 1660–1662, pp.   294, 217; California. de Clarendon St. Pap. ii. 69, y la Commonwealth de Gardiner, i. 153). Posteriormente, se unió a Ireton y estuvo presente en el Asedio de Carlow . 
Regresó a Inglaterra en diciembre de 1650, y en lugar de su patrimonio confiscado recibió una pensión de £ 500 y luego de £ 800, junto con tierras en el condado de Mayo .

### Restauración
Después de la Restauración de Carlos II al trono en 1660, Antrim fue a Londres para demostrar su lealtad al Rey. Antes de poder entrevistarse con Carlos fue encarcelado en la Torre de Londres, acusado de colaboración con Cromwell y los republicanos ingleses. Antrim fue excluido de la Ley de Indemnización y Olvido, que ofrecía perdón por los delitos cometidos en las dos décadas anteriores. Su antiguo rival Argyll también fue a Londres a jurar lealtad, y también fue encarcelado antes de ser llevado de vuelta a Escocia, juzgado y ejecutado por traición .
Desde julio de 1660 hasta mayo de 1661, Antrim permaneció en la Torre. Fue investigado por las nuevas autoridades realistas por varios delitos, en particular las denuncias de que había participado en la Rebelión irlandesa de 1641 y de que había sugerido públicamente a Carlos que había participado secretamente en el levantamiento. También fue acusado de otros delitos, incluidos los cargos específicos de sus tratos con Ireton y otros oficiales republicanos durante las campañas irlandesas. Aunque todas, excepto la primera de estas acusaciones, eran esencialmente ciertas, Antrim fue finalmente liberado sin ser acusado.

## Vida posterior

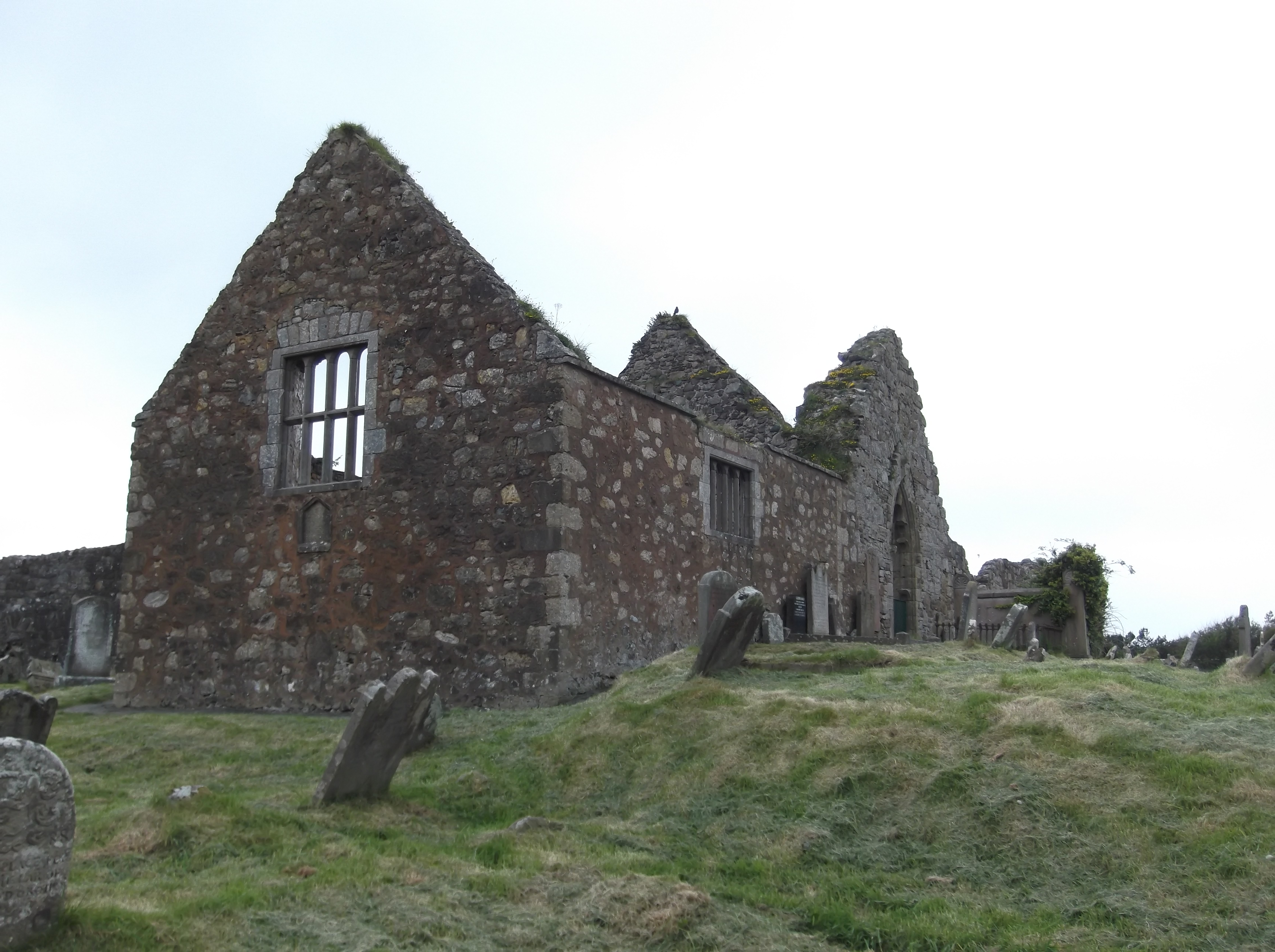
Antim fue enterrado en el convento de Bonamargy que había favorecido durante su vida.

Pese a ser exculpado, Antrim tuvo que afrontar numerosas batallas legales para recuperar sus propiedades irlandesas. Tuvo que probar su inocencia sobre cualquier participación en la rebelión irlandesa. 
Posteriormente, siendo llamado ante los Lores Justicias de Irlanda, en 1663 logró, a pesar de la oposición de Ormonde, obtener un decreto de inocencia de los comisarios de reclamaciones. Esto provocó una protesta de los aventureros que habían recibido sus tierras y que obtuvieron un nuevo juicio; pero Antrim apeló al rey, y gracias a la influencia de la reina madre obtuvo un perdón, sus propiedades le fueron devueltas por los irlandeses, Acta de explicación en 1665
Anrendim fue descrito por Clarendon como "de apariencia hermosa pero de excesivo orgullo y vanidad y de un entendimiento maravillosamente débil y estrecho". Se casó en segundas nupcias Rose, hija de Sir Henry O'Neill, pero no tuvo hijos, y su hermano Alexander, tercer conde de Antrim, lo sucedió en el condado.

## Muerte y cronología
Antrim murió el 3 de febrero de 1683. Estuvo casado en dos ocasiones, pero no tuvo hijos. El marquesado se extinguió y Randal fue, por lo tanto, el primer y último marqués de Antrim de la creación de 1645. Alexander lo sucedió en el condado como el III conde de Antrim.